# 76000 Juliuserving
76000 Juliuserving este o planetă minoră (asteroid) din centura de asteroizi. A fost descoperită pe 26 februarie 2000 la Catalina Station⁠(d) de Catalina Sky Survey și a fost numită după Julius Erving⁠(d). 
Obiectul prezintă o orbită caracterizată de o semiaxă mare de 2,6303533291057 UAi, o excentricitate de 0,1660647416084, o înclinație de 6,629881745586 ° în raport cu ecliptica.